# Abdoulie Ceesay (Fußballspieler)
Abdoulie Ceesay (* 5. Januar 2004) ist ein gambischer Fußballspieler, der beim FC St. Pauli in der Bundesliga unter Vertrag steht.

## Karriere

### Verein
Ceesay begann mit dem Fußball in Gambia bei Real de Banjul und gewann dort zweimal die nationale Meisterschaft. Am 5. Juli 2024 wurde er an den estnischen Verein Paide Linnameeskond ausgeliehen und am 11. Juli 2024 debütierte er in der 1. Qualifikationsrunde der UEFA Conference League mit einem 2:1-Sieg gegen Bala Town, bei dem er das Siegtor erzielte. Er spielte dort nur eine halbe Saison und wurde mit 13 Toren in 15 Spielen siebtbester Torschütze der estnischen Meistriliiga 2024.
Anfang Januar 2025 wurde Ceesay endgültig zu Paide Linnameeskond transferiert und wechselte dann unmittelbar darauf in die Bundesliga zum Hamburger Verein FC St. Pauli.

### Nationalmannschaft
Seine Leistungen in der Meistriliiga überzeugten Johnathan McKinstry, den Trainer der gambischen A-Nationalmannschaft, davon, ihn für zwei Qualifikationsspiele für den Afrika-Cup gegen Madagaskar in das Nationalteam zu berufen. Nachdem er in seinem ersten Spiel (1:1) zur Halbzeit eingewechselt wurde und im zweiten Spiel auf der Bank saß, wurde er für zwei weitere Qualifikationsspiele im November 2024 einberufen. Dort erzielte Ceesay sein erstes internationales Tor gegen Tunesien (1:0) per Kopf nach einem Eckball von Musa Barrow.

## Erfolge
- Gambischer Meister: 2023, 2024